# Восток (антарктическая станция)
Восто́к — советская и российская антарктическая научная станция. Это единственная советская, а затем и российская внутриконтинентальная антарктическая станция.
Станция основана 16 декабря 1957 года во время 2-й Советской Антарктической экспедиции. Названа в честь парусного шлюпа «Восток», одного из кораблей антарктической экспедиции 1819—1821 годов. Длительное время начальником станции был В. С. Сидоров.
Толщина ледяного покрова под станцией составляет 3700 м. Ложе ледника под станцией находится на отметке примерно 200 м ниже уровня моря..

## Зимовочный комплекс станции
Со дня открытия станция пережила три реконструкции (в 1974, 1982 и 2021—2024 годах) и три консервации. Первые строения уже давно находятся под толстым слоем снега, более современные частично или полностью погружены в снег на глубину нескольких метров.
В связи с необходимостью полной замены строений станции в начале 2020-х годов был реализован проект строительства нового зимовочного комплекса станции Восток.
Новый зимовочный комплекс состоит из пяти модулей: два служебно-жилых помещения, служебное здание с дизель-генераторными установками и системой очистки и хранения воды, склад с резервным дизель-генератором и гараж. Длина комплекса 140 м, ширина 13,5 м, максимальная высота 17,5 м, общая площадь помещений более 1911 м². Толщина утепления стен 80 см. Станция будет стоять на 36 опорах высотой 3 м, что позволит ей оставаться не занесённой на протяжении многих лет.
В сердце станции установлены четыре дизель-генератора мощностью 200 кВт каждый плюс два резервных, расположенных отдельно от станции. Вместе с комплексом в Антарктиду отправились для испытаний несколько типов солнечных батарей (полярный день на Востоке длится четыре месяца). В будущем на станции появится солнечная энергетическая установка.
В конструкции станции применены новые технологии энергосбережения. Система вентиляции включает в себя рекуператор, который подогревает поступающий воздух за счёт отработанного. С помощью системы утилизации тепла отработанных газов дизелей прогревается воздух для отопления помещений. Для внутреннего и наружного освещения используются только светодиодные светильники. Система водоснабжения станции предполагает очистку технической воды для повторного использования. Все системы имеют двойное или тройное резервирование, предусмотрен двухлетний запас топлива и продуктов.
Новая станция обеспечит проживание и научно-исследовательскую деятельность 15 человек во время зимовки и 35 человек в сезон. Проектом также предусмотрены: современный медицинский блок с операционной, стоматологическим и рентген-кабинетом, барокамерой, кают-компания с бильярдом и кинозалом, спортзал и сауна.
В будущем число научных программ на Востоке планируется увеличить, в частности откроется южный филиал Лаборатории изменений климата и окружающей среды ААНИИ и Лаборатория Восток-Био.

### Ход реализации проекта
— Проект нового зимовочного комплекса станции Восток представил председатель правления ПАО «Новатэк» Леонид Михельсон на заседании попечительского совета Русского географического общества в 2019 году.. Михельсон обеспечил 30%  финансирования проекта.
— Проектную документацию подготовила немецкая компания Ramboll, а последующую адаптацию документов к российским нормам и контрольную сборку ОАО «Запсибгазпром».
— 27 августа 2020 года в Гатчине на Опытном заводе строительных конструкций завершилась контрольная сборка зимовочного комплекса.
— 06 декабря 2021 года Новый зимовочный комплекс станции «Восток» доставили в Антарктиду
— 21 января 2022 приступили к сборке нового зимовочного комплекса.
— 17 февраля 2022 года завершилась логистическая операция по доставке грузов для нового зимовочного комплекса «Восток» в Центральной Антарктиде. В походах использовались 40 тягачей PistenBully 300 Polar, пять тракторов Caterpillar MT865E и шесть вездеходов «Бурлак» 6х6.
За сезон полярники совершили 14 походов, 9 из них по маршруту станция «Прогресс» — станция «Восток» и 5 поездок за топливом на базы «550 км» и «1100 км», чтобы обеспечить технику горючим. За 3 месяца они преодолели около 30 тысяч километров. Всего доставили 1600 тонн грузов, в том числе 1200 тонн конструкций для возведения нового зимовочного комплекса «Восток».
28 января 2024 года президент России Владимир Путин по видеосвязи принял участие в церемонии ввода в опытную эксплуатацию зимовочного комплекса станции. На церемонии также присутствовал президент Белоруссии Александр Лукашенко.

## Климатические условия станции
Климатические условия в районе станции одни из тяжелейших на Земле.
- Сильнейшие морозы. Район станции отличается очень низкими температурами в течение всего года. Здесь зарегистрирована самая низкая температура на планете из всех метеорологических станций в XX веке: −89,2 °C (21 июля 1983 года)[19][20][21]. Дистанционное зондирование со спутников показывает, что в Антарктиде возможны места и с более низкой температурой (см. Полюсы холода). Самым тёплым летним днём на станции за всё время её существования остаётся день 16 декабря 1957 года, тогда термометр зафиксировал −13,6 °C[22].
- Почти нулевая абсолютная влажность воздуха зимой[23], среднегодовая относительная влажность воздуха 71 %[19].
- Среднегодовая скорость ветра 5,4 м/с, его направление — западо-юго-запад[19], максимальная скорость ветра 27 м/с (почти 100 км/ч).
- Высота расположения станции — 3488 м над уровнем моря[24].
- Повышенная ионизация воздуха.
- Парциальное давление газов там отличается от такового в привычном для нас воздухе.
- Нехватка углекислого газа в воздухе, которая предположительно приводит к сбоям в механизме регуляции дыхания.
- Полярная ночь длится с 23 апреля по 20 августа, 120 дней — почти треть года.
- Всего два месяца в году среднемесячная температура воздуха превышает −40 °C и четыре месяца −60 °C. С марта по октябрь стоят суровые морозы, и только в ноябре наступают относительно комфортные условия[источник не указан 662 дня].

Акклиматизация к таким условиям продолжается от одной недели до одного-двух месяцев и сопровождается головокружением, мельканием в глазах, болью в ушах и носовыми кровотечениями, чувством удушья и резким повышением давления, потерей сна и понижением аппетита, тошнотой, рвотой, болью в суставах и мышцах, потерей веса от трёх до пяти (известны случаи до 12) кг.
Средняя температура самых тёплых месяцев, декабря и января, −35,1 и −35,5 °C соответственно, что эквивалентно холодной сибирской зиме. Средняя температура самого холодного месяца, августа, составляет −75,3 °C, иногда опускается ниже −88,3 °C. Для сравнения: в январе 1892 года в Верхоянске (самом холодном месяце за всю историю наблюдений в России) средняя температура была −57,1 °C. Самый холодный суточный максимум температуры составляет −52 °C, в мае температура за всё время измерений не поднималась выше −41,6 °C.
Осадков практически не бывает. Среднегодовой уровень осадков всего около 18 мм.
| Показатель                                                 | Янв.  | Фев.  | Март  | Апр.  | Май   | Июнь  | Июль  | Авг.  | Сен.  | Окт.  | Нояб. | Дек.  | Год   |
| ---------------------------------------------------------- | ----- | ----- | ----- | ----- | ----- | ----- | ----- | ----- | ----- | ----- | ----- | ----- | ----- |
| Абсолютный максимум, °C                                    | −14   | −21   | −17,7 | −33   | −38   | −33   | −34,1 | −34,9 | −34,3 | −33,6 | −24,3 | −14,1 | −14   |
| Средняя температура, °C                                    | −31,9 | −44,1 | −57,8 | −64,7 | −65,6 | −65,4 | −66,5 | −67,8 | −66   | −57,1 | −42,5 | −31,5 | −55,3 |
| Абсолютный минимум, °C                                     | −56,4 | −64   | −75,3 | −86   | −81,2 | −83,8 | −89,2 | −85,1 | −85,9 | −76,1 | −63,9 | −50,1 | −89,2 |
| Норма осадков, мм                                          | 0,7   | 0,3   | 1     | 2     | 3     | 2     | 2     | 2     | 2     | 2     | 1     | 1     | 18    |
| Источник: Погода и Климат (данные за период 1973—2013 гг.) |       |       |       |       |       |       |       |       |       |       |       |       |       |

## Расположение станции
Станция Восток расположена в 1253 км от Южного полюса, в 1410 км от станции Мирный и в 1260 км от ближайшего побережья. Толщина ледникового покрова в данном районе составляет 3700 м. Ложе ледника под станцией находится на отметке примерно 200 м ниже уровня моря.
Добраться до станции зимой (с мая по сентябрь) практически невозможно, а значит, полярники не могут рассчитывать на помощь извне. Доставка грузов на станцию осуществляется самолётами и санно-гусеничным поездом в летний, относительно тёплый период, от станции Прогресс. Ранее санно-гусеничные поезда ходили от станции Мирный, но из-за увеличения торосистости на пути следования санно-гусеничного поезда это больше невозможно. Подробно трудности доставки грузов этим способом описал Владимир Санин в своих книгах «Новичок в Антарктиде» и «72 градуса ниже нуля».
Станция расположена вблизи от Южного геомагнитного полюса Земли и является одним из наиболее подходящих мест для исследования изменений в магнитном поле Земли. Каждый год там зимуют 12—13 человек. В летний период (с декабря по март), когда одна вахта сменяет другую, количество полярников может доходить до 25.

## Научная деятельность
Более 40 лет российские специалисты проводят здесь исследования углеводородного и минерального сырья, резервов питьевой воды; осуществляют аэрометеорологические, актинометрические, геофизические и гляциологические наблюдения, а также специальные медицинские исследования; занимаются изучением изменения климата, исследованием «озоновой дыры», проблем повышения уровня воды в Мировом океане и др.
Здесь в середине 1990-х годов в результате бурения ледниковых отложений (вначале термобуровыми снарядами, а затем электромеханическими снарядами на грузонесущем кабеле) совместными усилиями буровых групп Ленинградского горного института и ААНИИ было обнаружено реликтовое озеро Восток (крупнейшее подлёдное озеро Антарктиды). Озеро расположено под ледяным щитом толщиной около 4000 м и имеет размеры приблизительно 250×50 км. Предполагаемая площадь 15,5 тыс. км². Глубина более 1200 м. Сейчас разрабатываются проекты для обследования озера.
Антарктическая станция Восток была одной из станций, принимавших участие в федеральной целевой программе «Мировой океан».

## В массовой культуре
- Станция описана во многих книгах Владимира Санина: «Новичок в Антарктиде» (1973), «Семьдесят два градуса ниже нуля» (1975), «В ловушке» (1976).
- Действие фильмов «Семьдесят два градуса ниже нуля» (1976) и «Антарктическая повесть» (1979), снятых по повестям Владимира Санина, разворачивается по дороге на станцию и на ней самой.
- В фильме «Белая мгла» (2009) главная героиня в одном эпизоде попадает на станцию «Восток», персонал которой по сюжету был эвакуирован на зиму.
- В романе Макса Брукса «Мировая война Z» магнат, продававший фальшивую вакцину, укрывается от возмездия на станции «Восток», взятой в аренду у российского правительства.
- События 27-й Советской антарктической экспедиции, когда сгорела дизель-электростанция и погиб человек, описаны в книге врача станции А. Л. Максимова «„Восток“ на самом дальнем юге: (хроника одной зимовки)»[26].

## Исторический памятник
В 2013 году на заседании Консультативного совета Договора об Антарктике, проходившее в Брюсселе, было принято решение присвоить зданию бурового комплекса скважины 5Г имени профессора Бориса Борисовича Кудряшова на станции Восток статус исторического памятника. Это решение отражает признание международным научным сообществом значительного вклада российских учёных, и в частности Кудряшова, в разработку технологий бурения глубоких скважин во льду и исследование ледникового покрова, а также подлёдных водоёмов.

## Некоторые факты
- Устройство туалета на станции «Восток» (по воспоминаниям Юрия Сенкевича): Во льду делается цилиндрическая выемка диаметром 1 м и глубиной до 5 м, сверху над ней крепится стандартный «домик». На выемке установлена стальная круглая рама с осью посередине, на которой переворачивается вокруг своей оси стальной диск соответствующего диаметра. Над рамой с диском ставится стульчак. Экскременты падают на этот диск и замерзают. В обязанности дежурного по станции входила очистка туалета. Это происходило так: ломиком разбивались застывшие экскременты на мелкие куски, после чего диск переворачивался вокруг своей оси и разбитое содержимое падало в ледяной цилиндр. Диск же фиксировался бывшей тыльной стороной. Спустя некоторое время процесс очистки повторялся. Когда цилиндрическая ледяная яма заполнялась, то туалет переносился на новое место, где так же предварительно высверливали такую же конструкцию. Позднее устройство туалета стало приближено к стандартному городскому. На станции имеется три туалета (в радиодоме, дизельной электростанции и столовой)
- 27-я Советская антарктическая экспедиции 1982—1983 годов была одной из самых сложных по количеству серьёзных происшествий за всё время работы станции. В конце февраля и середине марта были две экстренные эвакуации заболевших с отёком лёгких, причём последняя происходила при −60 °C, когда свойства снега меняются и посадка фактически невозможна[26][27]. В ночь на 12 апреля 1982 года после возникшего по неустановленной причине пожара погиб 1 человек, сгорели все основные и резервные дизель-генераторы, и станция осталась обесточена. Электроснабжение частично восстановили за счёт дизель-генератора с буровой. 20 человек провели трудную 8-месячную зимовку, согреваясь самодельными буржуйками на дизельном топливе, пока из Мирного не пришёл санно-гусеничный поезд с новой дизель-электрической установкой[27][35][36]. Все 20 человек, включая погибшего, получили ордена Трудового Красного Знамени[27].
- Станция удалена от экватора примерно на такое же расстояние, как города Лонгйир и Баренцбург на Шпицбергене в Северном полушарии, где абсолютный минимум температуры составляет −46,3 °C, абсолютный максимум +17,5 °C, а среднегодовая температура −14,4 °C.